# Milij Alekseevič Balakirev
Milij Alekseevič Balakirev (in russo Ми́лий Алексе́евич Бала́кирев?; Nižnij Novgorod, 21 dicembre 1836 – San Pietroburgo, 16 maggio 1910) è stato un compositore, pianista e direttore d'orchestra russo, leader del Gruppo dei Cinque, che ebbe grande rilevanza nella storia della musica russa.

## Biografia

### Infanzia e giovinezza
Milij Balakirev nacque a Nižnij Novgorod in una famiglia nobile russa. Suo padre, Aleksej Konstantinovič Balakirev (1809-1869), era un consigliere titolare appartenente all'antica dinastia fondata da Ivan Vasil'evič Balakirev, un boiardo e voivoda moscovita, che guidò l'esercito russo contro il Khanato di Kazan', durante una spedizione nel 1544. La madre era Elizaveta Ivanovna Balakireva (nata Jašerova); fu lei che iniziò a dare al figlio lezioni di pianoforte dall'età di quattro anni e, quando Milij compì dieci anni, lo portò a Mosca durante le vacanze estive per un corso di pianoforte con Aleksandr Djubjuk. Elizaveta morì di vaiolo nel 1847. Balakirev studiò al ginnasio e poi all'Istituto per nobili Alessandro II di Nižnij Novgorod. Il suo talento musicale non passò inosservato e presto trovò un protettore e mecenate in Aleksandr Ulybyšev, considerato la principale figura musicale di Nižnij Novgorod: possedeva una vasta biblioteca musicale ed era autore di alcuni libri su Mozart e Beethoven. 
L'educazione musicale di Balakirev fu affidata al pianista Karl Eisrach, che organizzava anche le serate musicali presso la residenza di Ulybyšev. Tramite Eisrach, Balakirev conobbe la musica di Fryderyk Chopin e Michail Glinka. Eisrach ed Ulybyšev permisero anche a Balakirev di dirigere l'orchestra privata del mecenate durante le prove. A soli 14 anni, Balakirev diresse un'esecuzione del Requiem di Mozart. Le sue prime composizioni risalgono a quel periodo: il primo movimento di un settimino per flauto, clarinetto, pianoforte ed archi ed una Grande fantasia su canzoni popolari russe per pianoforte ed orchestra. Balakirev lasciò l'Istituto Alessandro II nel 1853 ed entrò all'Università di Kazan' per studiare matematica. Fu presto notato nella società locale come pianista e poté guadagnare qualcosa dando lezioni di musica, mentre si dedicava allo studio della composizione totalmente da autodidatta. Le sue composizioni di questo periodo includono una fantasia per pianoforte su temi dell'opera di Glinka Una vita per lo Zar, un abbozzo di un quartetto d'archi, tre canzoni che sarebbero state pubblicate solo nel 1908 ed il primo movimento (l'unico completato) del suo primo concerto per pianoforte. Dopo che Balakirev ebbe completato i suoi studi nell'autunno del 1855, Ulybyšev lo portò a San Pietroburgo, dove conobbe Glinka. Nonostante Glinka considerasse lacunosa la tecnica compositiva di Balakirev (non c'erano ancora libri di testo musicali in russo ed il tedesco di Balakirev era piuttosto scarso), apprezzava molto il suo talento, e lo incoraggiò ad intraprendere la carriera musicale; tra l'altro, Glinka affidò a Balakirev l'educazione musicale della nipotina di quattro anni. Nel 1856 Balakirev fece il suo debutto come pianista in un concerto universitario, dove eseguì il suo primo concerto per pianoforte; nel 1858 eseguì la parte solistica del Concerto Imperatore di Beethoven alla presenza dello zar. In quel periodo, tuttavia, era ancora in condizioni di estrema povertà, si guadagnava da vivere soprattutto dando lezioni di pianoforte (a volte nove al giorno) e suonando in serate date dall'aristocrazia.

### Il Gruppo dei Cinque

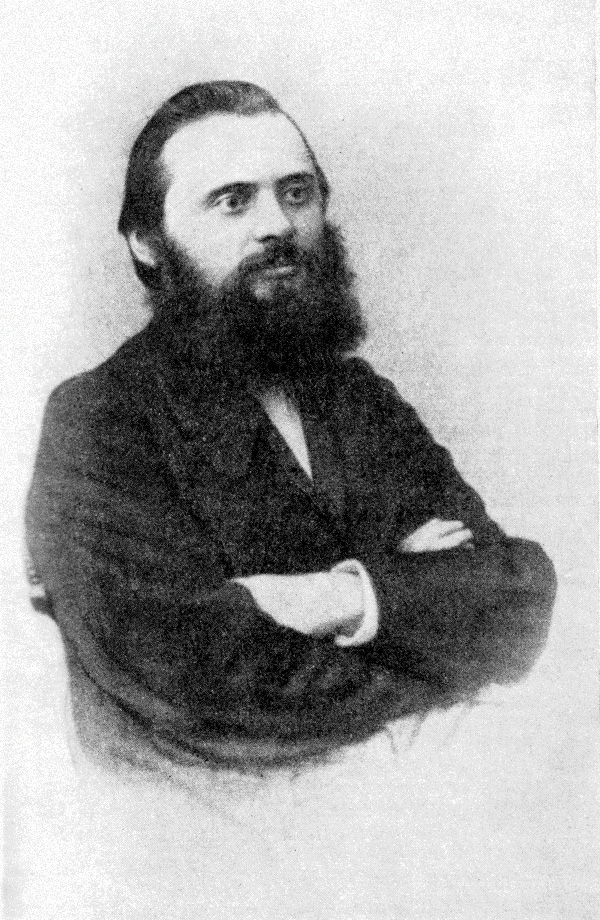
Milij Balakirev attorno al 1860

La morte di Glinka nel 1857 e l'anno successivo quella di Ulybyšev (che gli lasciò 1000 rubli, due violini e tutti i suoi libri di musica) lasciarono Balakirev privo di protettori influenti. Cominciò a scrivere canzoni e alla fine del 1859 ne aveva già scritte 14. La frequentazione di Glinka aveva acceso in lui l'idea nazionalistica che la Russia avrebbe dovuto avere una propria scuola musicale distinta, libera dalle influenze europee. Nel 1856 aveva fatto conoscenza con altre figure importanti che lo avrebbero sostenuto in questo obiettivo, tra cui Cezar' Kjui, Aleksandr Serov, Vladimir Stasov ed Aleksandr Dargomyžskij. Col tempo Balakirev riunì attorno a sé altri compositori con ideali simili, a cui trasmetteva i suoi insegnamenti, in accordo agli stessi principi condivisi. Essi erano Modest Petrovič Musorgskij, conosciuto nel 1858, Nikolaj Rimskij-Korsakov nel novembre 1861 e Aleksandr Borodin alla fine del 1862. Insieme a Kjui e Balakirev, questi musicisti furono chiamati dal critico Vladimir Stasov "un potente mucchietto" (in russo: Могучая кучка, Mogučaja kučka), ma in Europa divennero noti semplicemente come i Cinque. Grazie al suo carisma, Balakirev fu mentore ed ispiratore dei suoi compagni nello sviluppo della loro creatività musicale. Tuttavia, si oppose sempre con veemenza alla formazione accademica, considerandola una minaccia per l'immaginazione musicale. Secondo lui era meglio iniziare a comporre subito ed imparare attraverso l'atto della creazione. Questa posizione potrebbe essere vista come una razionalizzazione della propria mancanza di preparazione tecnica: formatosi come pianista, dovette scoprire da sé come diventare compositore. Rimskij-Korsakov se ne rendeva conto e scrisse:
 Balakirev aveva l'esperienza musicale che mancava agli altri componenti dei Cinque, e li istruì con un approccio empirico, osservando come gli altri compositori avevano affrontato i vari problemi passando al setaccio le loro partiture. Sebbene questo metodo fosse stato utile per Balakirev, poteva non esserlo per individui di natura completamente diversa dalla sua o maturati come compositori con tempi e modi differenti. Ciò che creò più problemi fu l'imposizione agli altri dei suoi gusti musicali, senza tollerare scostamenti. Ogni volta che uno di loro suonava una sua composizione a Balakirev, egli si sedeva al pianoforte e mostrava, attraverso l'improvvisazione, come pensava che il pezzo dovesse essere cambiato, e così facendo inseriva interi suoi passaggi nelle opere dei suoi allievi. Verso la fine degli anni 1860, Musorgskij e Rimskij-Korsakov smisero di accettare le sue intromissioni nei loro lavori, ed anche Stasov iniziò ad allontanarsi da Balakirev. Gli altri membri dei Cinque si interessarono alla scrittura di opere liriche, un genere che Balakirev non considerava molto, dopo il successo della Giuditta di Serov nel 1863, ed iniziarono a far riferimento a Dargomyžskij come loro mentore in questo ambito.

### La Società musicale russa e la Scuola musicale gratuita
I primi anni di regno dello zar Alessandro II (1855-1881) furono un periodo di innovazione e riforma nel clima politico e sociale in Russia. In campo musicale vi furono la fondazione della Società musicale russa (1859) e dei conservatori di San Pietroburgo (1862) e di Mosca (1866), grazie soprattutto agli sforzi della granduchessa Elena Pavlovna e dei fratelli Anton e Nikolaj Rubinštejn. Balakirev fu molto critico nei confronti di queste istituzioni, ed attaccò Anton Rubinštejn per i suoi gusti musicali conservatori, in particolare per la sua inclinazione verso i maestri tedeschi come Beethoven e Mendelssohn, e per la sua insistenza sulla preparazione musicale professionale. Questa opposizione era in parte ideologica ed in parte personale: Anton Rubinštejn era a quel tempo l'unico musicista russo in grado di vivere della sua arte, mentre Balakirev doveva vivere con i guadagni delle lezioni di pianoforte e delle sue esecuzioni nei saloni dell'aristocrazia. Inoltre, Rubinštejn era di origine tedesca ed ebraica, ed i commenti di Balakirev erano talvolta antisemiti e xenofobi. I seguaci pro-conservatori chiamavano pubblicamente i Cinque "dilettanti", un appellativo giustificato, in quanto Balakirev era l'unico musicista professionista del gruppo. Per contrastare queste critiche ed aiutare la creazione di una scuola musicale prettamente russa, nel 1862 Balakirev e Gavriil Lomakin, un maestro di cappella, fondarono la Scuola musicale gratuita. Essa offriva concerti ed istruzione musicale gratuita ai suoi studenti. La scuola enfatizzava il canto, in particolare quello corale, per venire incontro alle esigenze della Chiesa ortodossa russa. Lomakin fu nominato direttore e Balakirev fu il suo assistente. Per raccogliere fondi per la scuola, Balakirev ne diresse i concerti orchestrali dal 1862 al 1867, mentre Lomakin diresse i concerti corali. La programmazione era musicalmente meno conservatrice rispetto a quella della Società musicale russa, includendo musica di Berlioz, Schumann, Liszt, Glinka, Dargomyžskij, e le prime opere dei Cinque. In quel periodo Balakirev lavorava ad intermittenza alla pubblicazione delle composizioni di Glinka, su incarico della sorella del compositore, Ljudmila Šestakova.
Nel 1866 egli si recò a Praga per sovrintendere alla produzione delle opere di Glinka Una vita per lo Zar e Ruslan e Ljudmila. Nonostante la loro rappresentazione fosse stata un notevole successo, la sua mancanza di tatto e la sua natura dispotica causarono dei notevoli risentimenti tra lui e gli altri musicisti coinvolti, in particolare Bedřich Smetana. Durante il suo soggiorno a Praga Balakirev abbozzò, e in parte orchestrò, un'Ouverture su temi cechi, che fu eseguita nel maggio del 1867 in un concerto della Scuola musicale gratuita, nel recensire il quale Vladimir Stasov coniò l'espressione "potente mucchietto" per descrivere i Cinque. Quando Anton Rubinštejn lasciò la direzione dei concerti della Società musicale russa nel 1867, fu suggerito che Balakirev lo sostituisse. La granduchessa Elena Pavlovna concordò purché fosse nominato anche Nikolaj Zaremba, che aveva preso il posto di Rubinštejn al Conservatorio di San Pietroburgo, insieme ad un illustre compositore straniero. La scelta cadde su Berlioz e fu ampiamente lodata, ma la nomina di Balakirev venne vista con meno entusiasmo: la sua natura intransigente causò tensioni nella Società musicale russa, e la sua preferenza per il repertorio moderno gli provocò l'ostilità di Elena Pavlovna, che nel 1869 lo informò che i suoi servizi non erano più necessari. Quando Lomakin si dimise da direttore della Scuola musicale gratuita nel febbraio 1868, Balakirev prese il suo posto e, una volta lasciata la Società musicale russa, i suoi sforzi si concentrarono sul dare popolarità ai concerti della scuola. Decise di ingaggiare solisti famosi e trovò l'appoggio di Nikolaj Rubinštejn. Elena Pavlovna, furiosa, decise di dare maggior prestigio ai concerti della Società musicale russa frequentandoli personalmente con la sua corte. Questa rivalità causò difficoltà finanziarie ad entrambe le istituzioni. Si ebbe una svolta quando la Società musicale russa decise di affidare la programmazione dei suoi concerti a Michail Azančevskij, che aveva una mentalità musicalmente più progressista: era un convinto sostenitore della musica contemporanea in generale e di quella russa in particolare. Per il concerto inaugurale della stagione 1871–72 della Società, il direttore d'orchestra Eduard Nápravník eseguì Romeo e Giulietta di Čajkovskij e la polonaise dal Boris Godunov di Musorgskij.

### L'amicizia con Čajkovskij
Una settimana dopo il licenziamento di Balakirev dalla Società musicale russa, Pëtr Il'ič Čajkovskij scrisse un appassionato articolo in sua difesa. In precedenza Balakirev aveva diretto il poema sinfonico di Čajkovskij Fatum e le Danze caratteristiche dalla sua opera Il Voevoda. Fatum era stato dedicato proprio a Balakirev, che aveva scritto in una lettera a Čajkovskij alcune critiche all'opera, apprezzate dall'autore. Il loro scambio di lettere si trasformò in un'amicizia e in una collaborazione creativa nei due anni successivi, con Balakirev che aiutò Čajkovskij a produrre il suo primo capolavoro, l'ouverture Romeo e Giulietta. In seguito i due si allontanarono, quando Balakirev smise per un certo tempo di occuparsi di musica, ma nel 1880 Čajkovskij gli fece avere, tramite il suo editore Bessel, una copia della versione finale di Romeo e Giulietta. Felicissimo che Čajkovskij non l'avesse dimenticato, Balakirev gli rispose invitandolo a fargli visita a San Pietroburgo. Inoltre, nella stessa lettera, gli mandò il programma per una sinfonia, basato sul poema Manfred di Lord Byron, che Balakirev era convinto che Čajkovskij "avrebbe gestito meravigliosamente bene". Čajkovskij inizialmente rifiutò, ma due anni dopo cambiò idea, in parte a causa del continuo incitamento di Balakirev al progetto. La sinfonia Manfred, terminata nel 1885, era l'opera più grande e complessa che Čajkovskij aveva scritto fino a quel momento, ed anch'essa venne dedicata a Balakirev.

### Il crollo ed il ritorno alla musica
L'implicito riconoscimento delle idee di Balakirev dato dal nuovo corso della Società musicale russa fece apparire i concerti della Scuola musicale gratuita inutili e ridondanti. Le difficoltà economiche della scuola aumentavano e Balakirev iniziò a frequentare un'indovina per conoscere quale sarebbe stato il destino della Scuola e dello scontro con la Società musicale russa. Balakirev sperò quindi che un concerto solista nella sua città natale di Nižnij Novgorod nel settembre del 1870 potesse ridare lustro alla sua reputazione ed alle sue finanze, ma ciò non accadde. A questi problemi professionali si aggiunsero la morte di suo padre nel giugno del 1869 e la conseguente responsabilità finanziaria rispetto alle sue sorelle più giovani. Nella primavera del 1871 circolarono voci secondo cui Balakirev aveva subito un esaurimento nervoso. Gli amici che gli facevano visita lo trovavano silenzioso e assente: Borodin scrisse a Rimskij-Korsakov che gli sembrava che le condizioni di Balakirev rasentassero la follia. Il compositore si ritirò dalla scena musicale per cinque anni, smise di frequentare gli amici, ma non distrusse i suoi manoscritti: li impilò ordinatamente in un angolo della sua casa. Nel suo stato mentale, non si curò di dimettersi da direttore della Scuola musicale gratuita, ed il personale della scuola non sapeva che fare. Infine, nel 1874 si dimise e fu sostituito da Rimskij-Korsakov. Nikolaj Rubinštejn gli offrì una cattedra al conservatorio di Mosca, ma Balakirev rifiutò, affermando che la sua conoscenza musicale era sostanzialmente empirica e che non aveva sufficienti basi teoriche per assumere tale posizione. I problemi finanziari lo costrinsero a lavorare come impiegato delle ferrovie dal luglio 1872.  
Nel 1876 Balakirev iniziò lentamente a dedicarsi di nuovo alla musica, ma senza l'intensità degli anni precedenti. In luglio Stasov scrisse a Rimskij-Korsakov che Balakirev era impegnato a comporre il suo poema sinfonico Tamara, ma non desiderava ancora rivedere nessuna delle sue vecchie conoscenze musicali, "perché ci sarebbero stati discorsi sulla musica, che non aveva alcun desiderio di fare...". Balakirev iniziò anche ad inviare allievi a Rimskij-Korsakov, per lezioni private di teoria musicale, il che permise ai due di riallacciare i contatti. Nel 1881 fu offerta a Balakirev la direzione del conservatorio di Mosca e della filiale moscovita della Società musicale russa, ma egli, forse memore della precedente esperienza a San Pietroburgo, rifiutò; invece riprese la direzione della Scuola musicale gratuita. Nel 1883 Balakirev venne incaricato di dirigere la Cappella di canto della Corte Imperiale, ed egli scelse Rimskij-Korsakov come suo assistente. Negli anni della sua direzione la sede della Cappella venne ricostruita, assumendo l'aspetto attuale. Balakirev e Rimskij-Korsakov prestarono particolare attenzione allo sviluppo della classe orchestrale. Ciò ebbe un effetto benefico per i cantanti della cappella che, a causa della perdita della voce, dovevano interrompere le loro attività nel coro, dando loro l'opportunità di un nuovo lavoro, rimanendo in un ambiente familiare. Balakirev mantenne l'incarico di direttore della Cappella fino al 1894, quando si ritirò definitivamente, per dedicarsi solo alla composizione. Negli anni ottanta egli riprese le riunioni musicali del martedì a casa sua, ma questi incontri furono presto offuscati da quelli organizzati al venerdì da Mitrofan Beljaev, il nuovo astro del mecenatismo musicale in Russia. Balakirev non approfittò dei servizi di Beljaev, poiché riteneva che promovessero musica scadente, abbassando la qualità della musica russa. Il musicologo Richard Taruskin affermò che un altro motivo per cui Balakirev non prese parte al circolo di Beljaev era che non si sentiva a suo agio nel partecipare ad un gruppo di cui non era al centro. Nel 1899 Balakirev incontrò l'editore musicale di San Pietroburgo J.H. Zimmermann, grazie al quale preparò diverse sue opere per la pubblicazione, comprese le due sinfonie. Balakirev in quegli anni componeva in isolamento, consapevole che i compositori più giovani consideravano il suo stile antiquato. Ad eccezione dei discepoli Aleksandr Glazunov e Sergej Ljapunov, egli era ignorato dalla generazione più giovane di compositori russi.

### Vita privata

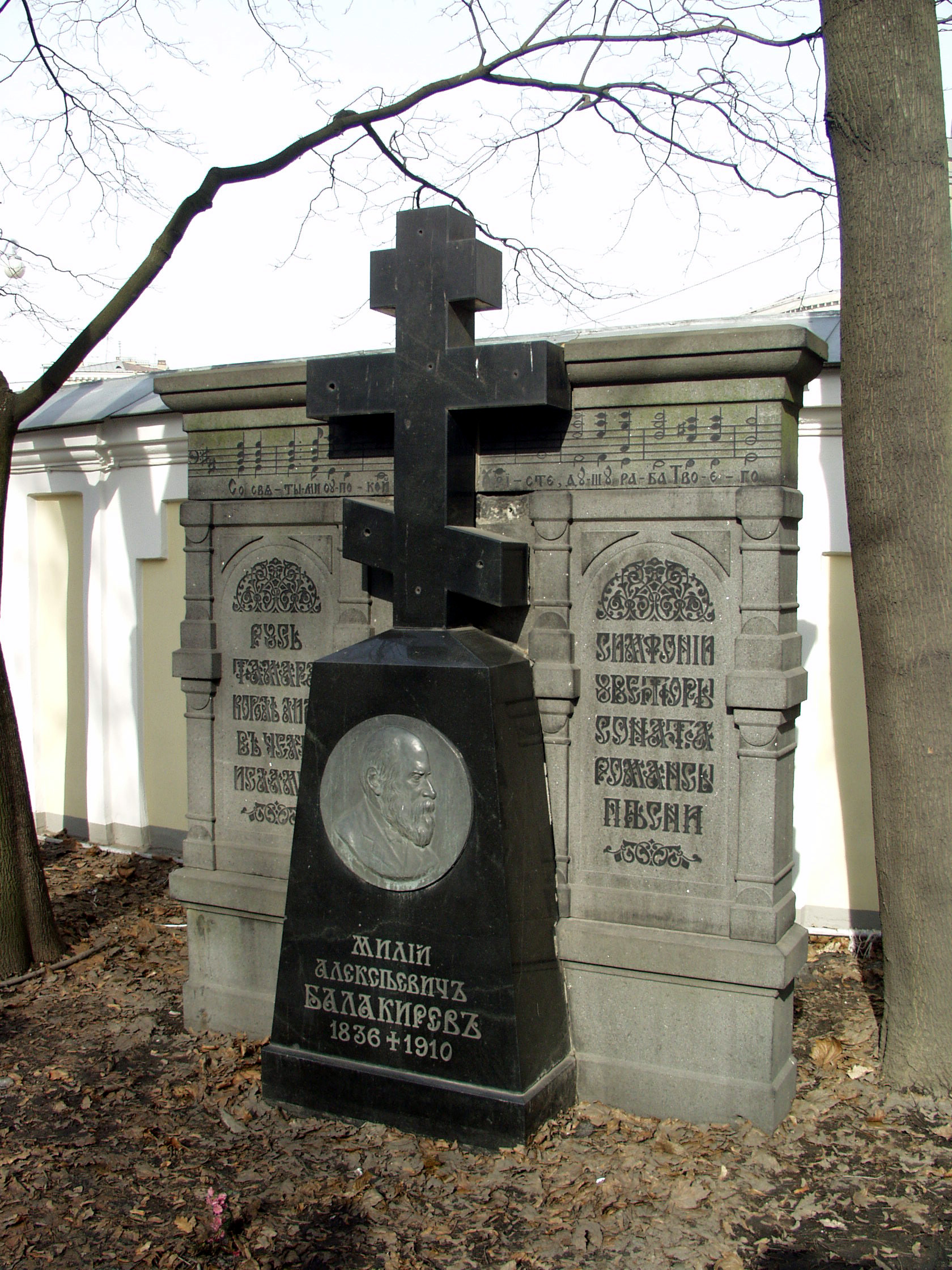
La tomba di Balakirev al cimitero Tichvin.

Dalle fonti biografiche non risulta che Balakirev si fosse mai sposato, né che avesse avuto figli. In gioventù era politicamente liberale ed ateo, ma dopo il suo crollo nervoso cercò conforto nella più rigida ortodossia russa. Rimskij-Korsakov riferì alcuni degli atteggiamenti estremi a cui Balakirev era giunto: aveva smesso di mangiare carne, si toglieva il cappello e si segnava rapidamente ogni volta che passava davanti ad una chiesa; la sua compassione per gli animali arrivò al punto che ogni volta che trovava un insetto in casa, lo prendeva con cura e lo rilasciava da una finestra, dicendo: "Va', caro, vai con Dio!". Alcuni tratti caratteriali di Balakirev, già presenti prima della sua conversione, si intensificarono in seguito. Ciò era vero in particolare per la sua intolleranza ai punti di vista diversi dai propri, ma soprattutto per il suo antisemitismo: sospettava tutti quelli che non gli piacevano di essere di origine ebraica ed odiava gli Ebrei in generale per aver crocifisso Cristo. Milij Balakirev morì il 16 (29) maggio 1910 e fu sepolto nel cimitero Tichvin di San Pietroburgo. Nella sua casa natale a Nižnij Novgorod si trova ora un museo a lui dedicato.

## La musica
Mentre in Glinka l'esigenza di una via musicale russa si presentava ancora in modo embrionale, in Balakirev era chiara la necessità di un rinnovamento che si allontanasse dalle influenze europee allora dominanti e fissasse dei canoni che caratterizzassero la musica russa. Egli apprese da Glinka alcuni modi per musicare i canti popolari russi, una tecnica orchestrale luminosa e trasparente (cosa che imparò anche dalle opere di Hector Berlioz) e molti elementi del suo stile di base, per poi ampliarli e svilupparli secondo le tecniche compositive romantiche. Purtroppo, le tempistiche molto prolungate con cui completò diverse sue opere lo privarono del merito della loro inventiva. Pezzi che avrebbero potuto essere di successo, se fossero stati diffusi negli anni 1860 e 70, ebbero un impatto molto minore quando vennero completati e pubblicati molti anni dopo, perché erano ormai stilisticamente superati dai brani dei compositori più giovani e perché alcune loro caratteristiche compositive erano già state assimilate da altri membri del Gruppo dei Cinque. L'esempio più notevole di quest'ultimo aspetto è Shahrazād di Rimskij-Korsakov, che fu influenzata dal poema sinfonico di Balakirev Tamara. Un'altra conseguenza fu la tendenza a rifinire eccessivamente i dettagli, che privò i suoi pezzi della freschezza d'ispirazione originale e li fece apparire artefatti. Nonostante la lunga gestazione, non si nota alcuna differenza evidente, specialmente nelle due sinfonie, tra le parti completate negli anni 1860 e quelle scritte molto più tardi: Balakirev aveva smesso di evolversi come artista e le sue opere più recenti sembravano quindi solo un'eco del passato.